# 브루스 그린우드
브루스 그린우드(Bruce Greenwood, 1956년 8월 12일 ~ )는 캐나다의 배우, 제작자이다. 2001년 《D-13》(2000)로 제5회 새틀라이트상 남우조연상을 받았다.

## 출연 작품

### 영화
- 달콤한 후세 (1997)
- 더블 크라임 (1999)
- D-13 (2000)
- 룰스 오브 인게이지먼트 (2000)
- 스웹트 어웨이 (2002)
- The Republic of Love (2003)
- 코어 (2003) - 로버트 아이브슨 역
- 호미사이드 (2003) - 베니 역
- 아이, 로봇 (2004)
- 빙 줄리아 (2004)
- 카포티 (2005)
- 레이싱 스트라이프스 (2005)
- 데자뷰 (2006)
- 아임 낫 데어 (2007)
- 파이어하우스 독 (2007)
- 내셔널 트레져: 비밀의 책 (2007)
- 디너 게임 (2010)
- 배트맨: 언더 더 레드 후드 (2010) - 배트맨 / 브루스 웨인 역 (애니메이션)
  - 배트맨: 가스등 아래의 고담 (2018)
- 마오의 라스트 댄서 (2011) - 벤 스티븐슨 역
- 플레이스 비욘드 더 파인즈 (2012)
- 플라이트 (2012)
- 데빌스 노트 (2013)
- 엘리펀트 송 (2014)
- 드론전쟁: 굿킬 (2014)
- 킹스맨: 골든 서클 (2017)
- 더 포스트 (2017) - 로버트 맥나마라 역
- 백악관을 무너뜨린 사나이 (2017)
- 제럴드의 게임 (2017) - 제럴드 벌링게임 역
- 코다크롬 (2017)
- 닥터 슬립 (2019) - 닥터 존 역

### 텔레비전
- 매드맨 (2015)
- O. J. 심슨 파일: 아메리칸 크라임 스토리 (2016)
- 더 레지던트 (2018-23)
- 어셔가의 몰락 (2023)